# Artur Meistermann
Georg Artur Meistermann, auch Arthur (* 3. Oktober 1884 in Solingen; † 22. November 1975 ebenda) war ein deutscher Politiker (Zentrum, CDU).

## Leben
Artur Meistermann wurde als Sohn eines Schuhmachers geboren. Nach dem Besuch der Volksschule erlernte er das väterliche Handwerk und bestand die Gesellen- und Meisterprüfung. 1902 übernahm er das Geschäft seiner Eltern, einen Handel für orthopädische Schuhe in Solingen, dessen Inhaber er 1910 wurde. Er nahm ab 1916 als Soldat am Ersten Weltkrieg teil und geriet in englische Gefangenschaft, aus der er im Oktober 1919 entlassen wurde. Danach setzte er bis 1930, als er das Geschäft verkaufte, seine Tätigkeit als Schuhmachermeister fort. Weiterhin war er Vorsitzender des Handwerksamtes Solingen und Mitglied der Handwerkskammer Düsseldorf.
Meistermann trat in die Zentrumspartei ein, war von 1919 bis 1926 Stadtverordneter in Solingen und dort stellvertretender Vorsitzender der Zentrumsfraktion. Von 1928 bis 1933 saß er als Abgeordneter im Preußischen Landtag. Während der nationalsozialistischen Herrschaft arbeitete er wieder als Schuhmacher. Nach dem Zweiten Weltkrieg wurde er Kreishandwerkermeister und wieder Vorsitzender des Handwerksamtes. Er war 1945 Mitbegründer der CDU in Solingen und zog erneut in die Stadtverordnetenversammlung ein. Von 1946 bis 1947 war er Mitglied des Ernannten Landtages von Nordrhein-Westfalen. 1957 trat er aus der CDU aus.
Er war Vater des Künstlers Georg Meistermann.